# Pirwali Baghi
Pirwali Baghi – wieś w Iranie, w ostanie Azerbejdżan Zachodni, w szahrestanie Bukan. W 2006 roku liczyła 300 mieszkańców.